# San Dionisio del Mar Huave jezik
San Dionisio del Mar Huave jezik (ISO 639-3: hve), jedan od 4 huave jezika kojim govore Huave Indijanci na jugoistočnoj obali Oaxace u Meksiku u San Dionisio del Maru, distrikt Juchitán. 
Četiri huave jezika imenovana su po selima u kojima žive i čine samostalnu porodicu huave. Leksički mu ne najbliži santa maría del mar huave [hvv]. Broj govornika iznosio je 4 940 (2000). U upotrebi je i španjolski. Pismo latinica.

## Vanjske poveznice
- Ethnologue (14th)
- Ethnologue (15th)